# Sakunycha
Sakunycha (ukr. Сакуниха) – wieś na Ukrainie, w obwodzie sumskim, w rejonie romeńskim, w hromadzie Nedryhajliw. W 2001 liczyła 522 mieszkańców.